# Hooglandse Kerkgracht

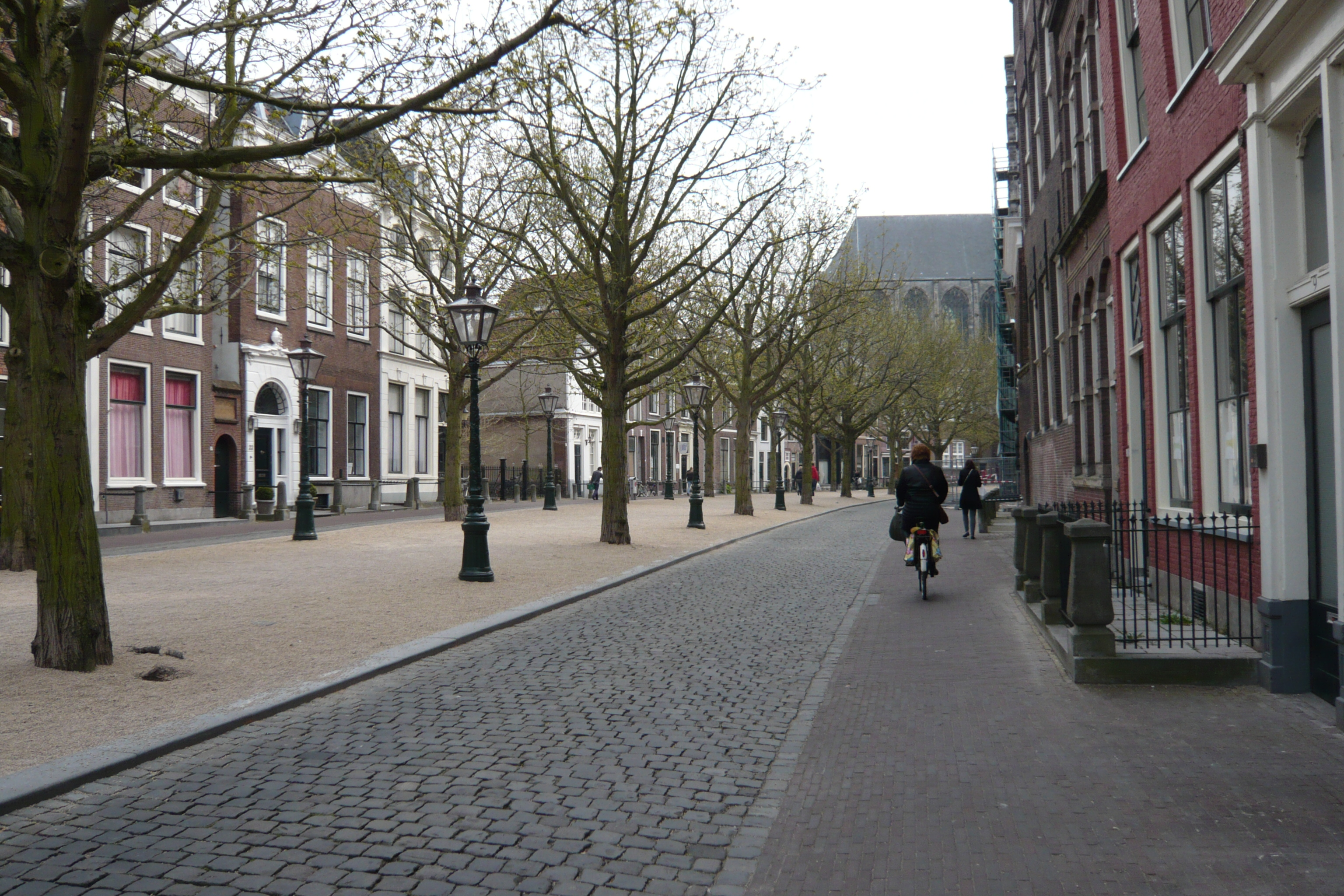
De Hooglandse Kerkgracht gezien richting Hooglandse Kerk (april 2008)

De Hooglandse Kerkgracht is een straat en voormalige gracht in de binnenstad van de Nederlandse stad Leiden. De straat in de wijk Pancras-west loopt tussen de Oude Rijn vanaf de Kerkbrug zuidelijk richting de Hooglandse Kerk, waarnaar de straat vernoemd is, tot aan de Nieuwstraat. Aan deze straat bevinden zich verschillende rijksmonumenten. Bovendien is de straat gekenmerkt als een beschermd stadsgezicht.
In 2004 werd de straat in het kader van het project 'Binnenste Beter' geheel heringericht, waarbij de parkeerplaatsen in de middenberm verdwenen en het geheel een autoluw karakter kreeg.

## Bezienswaardigheden
- Hooglandse Kerk
- Lutherse kerk
- Heilige Geest- of Arme Wees- en Kinderhuis
- Mierennesthofje

## Foto's

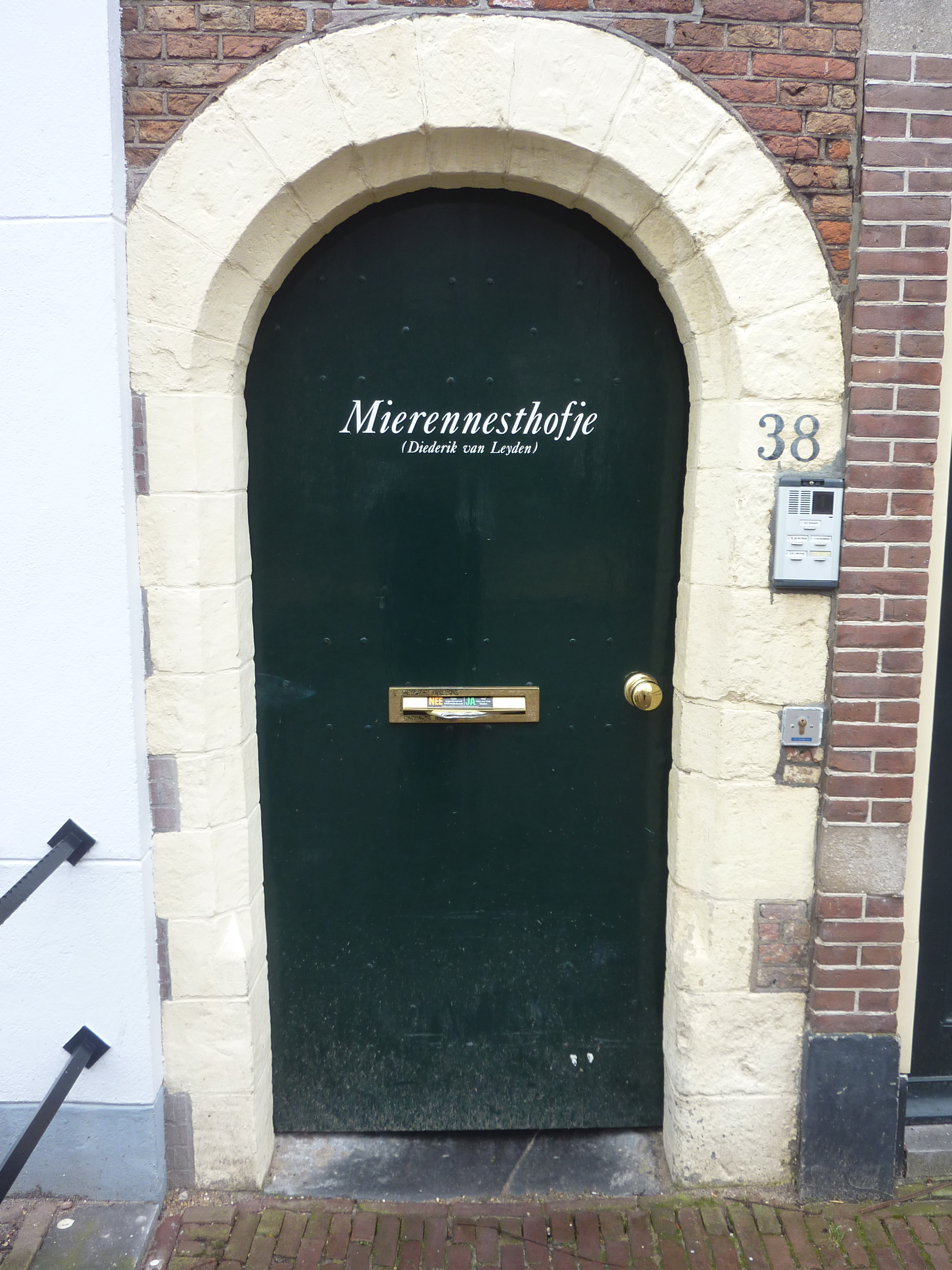
Toegang tot het Mierennesthofje
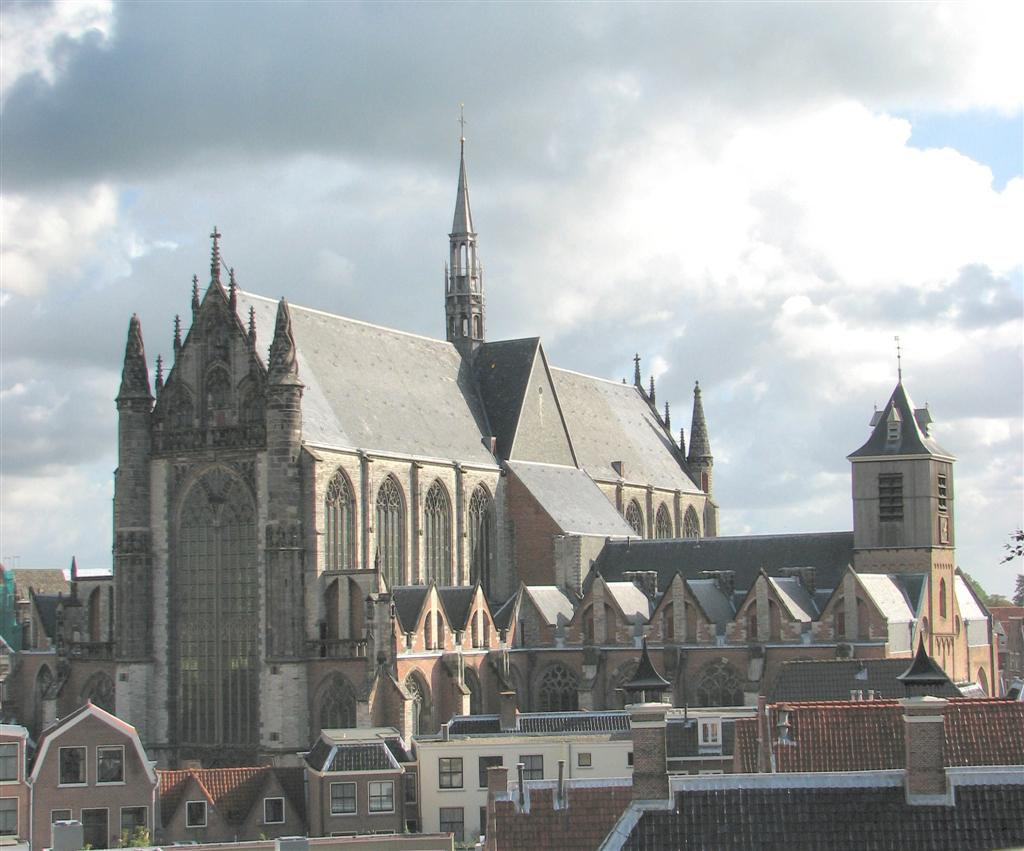
Hooglandse Kerk
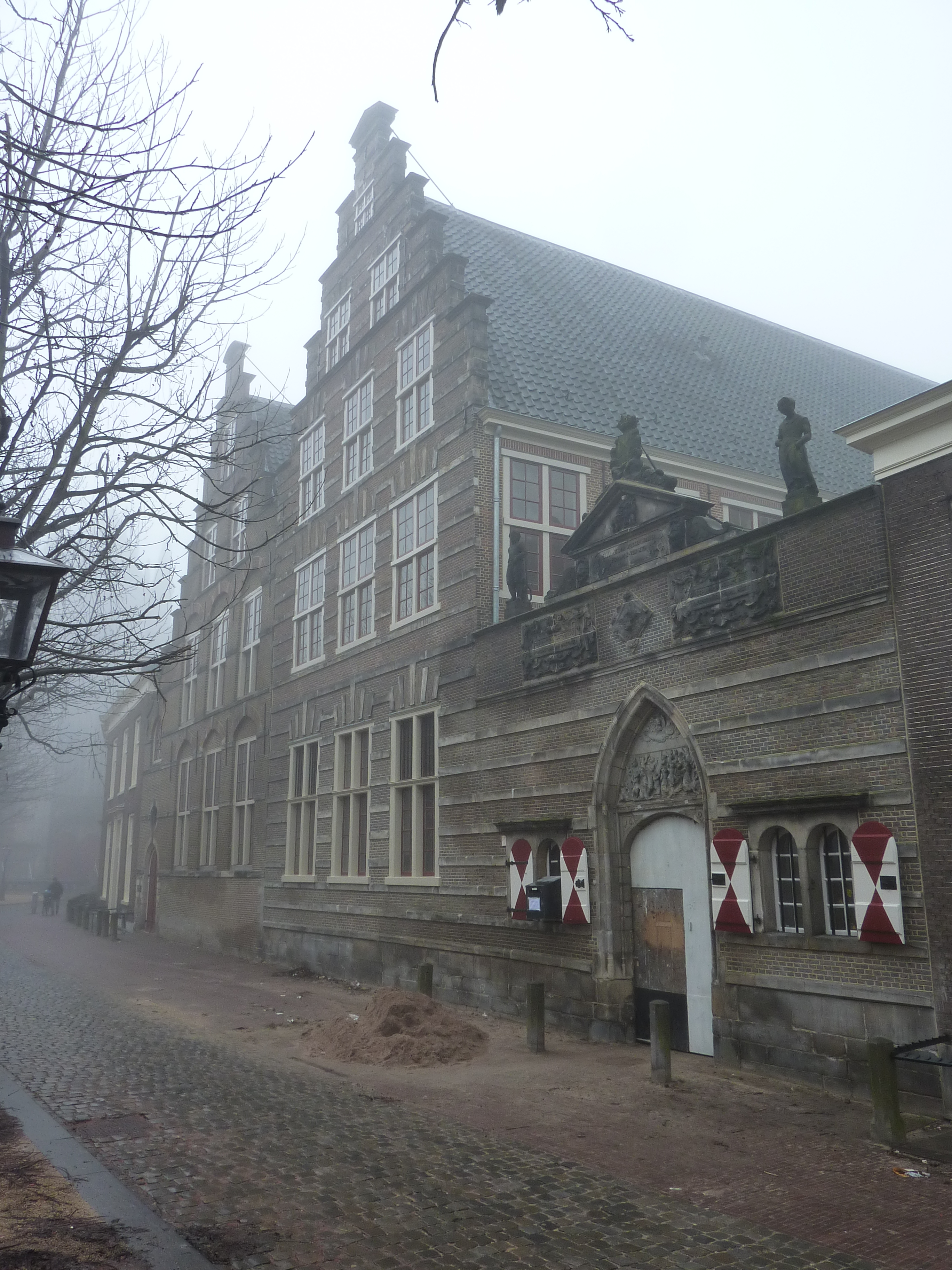
Heilige Geest- of Arme Wees- en Kinderhuis
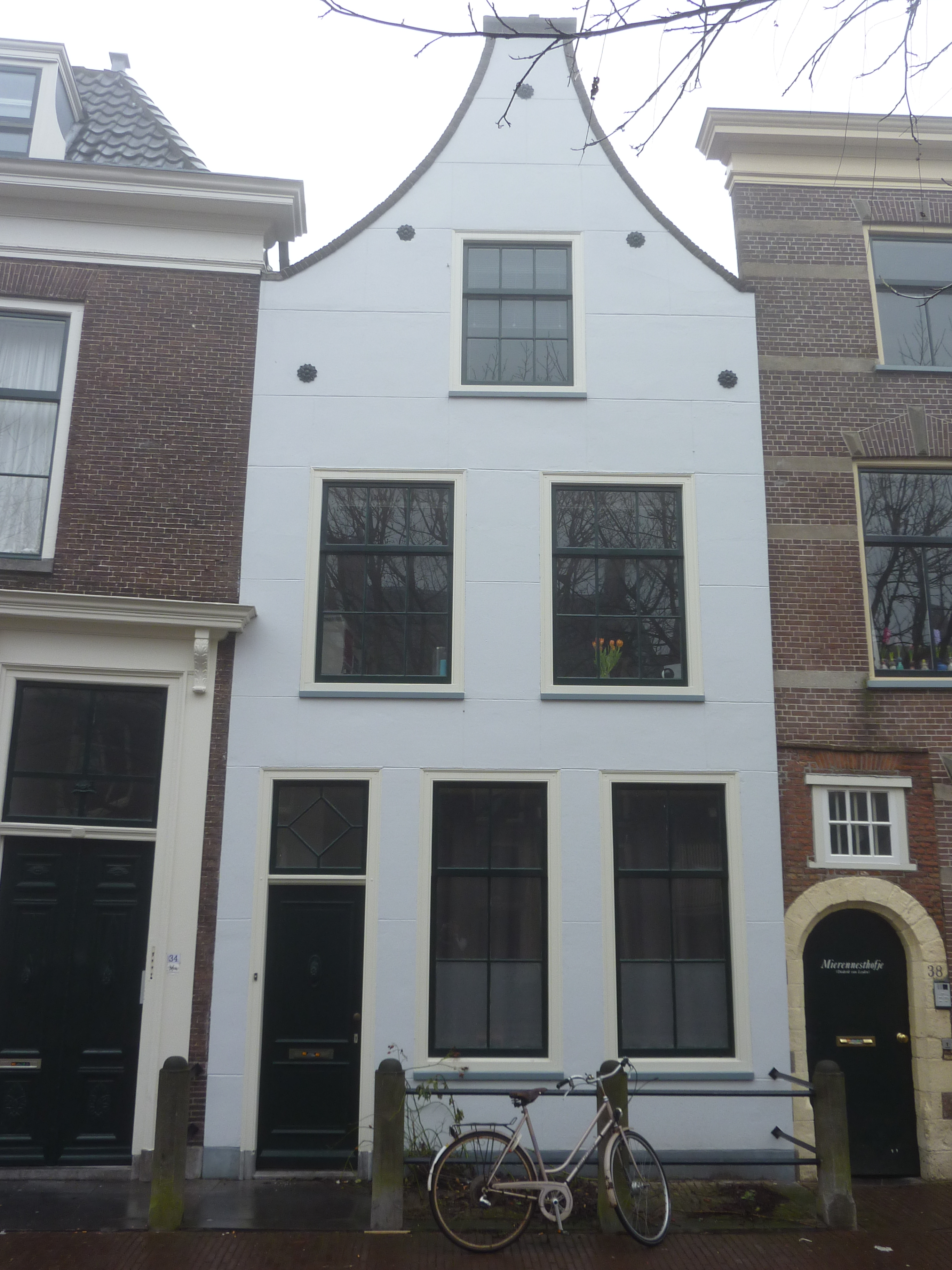
Pand met gepleisterde tuitgevel